# Teke Teke
Pour les articles homonymes, voir Teke Teke (homonymie).
Teke Teke (テケテケ), également écrit Teke-Teke, Teketeke, ou Teke teke, est le nom d'un monstre issu de la légende urbaine japonaise qui raconte l'histoire du fantôme d'une jeune femme ou d'une écolière qui serait tombée sur une voie ferrée, où son corps a été coupé en deux par un train. Elle est un onryō qui se cache dans les zones urbaines et autour des gares la nuit. Dépourvue de ses jambes, elle marche sur ses mains ou sur ses coudes, traînant le haut de son torse et émettant un son semblable à un grattement. L'onomatopée japonaise représentant ce son étant « teke teke ». Si elle rencontre un individu, elle le poursuit et le coupe en deux (souvent à l'aide d'une faux). La légende raconte que lorsqu'une personne apprend l'histoire de Kashima Reiko elle la verrait dans le délai d'un mois.

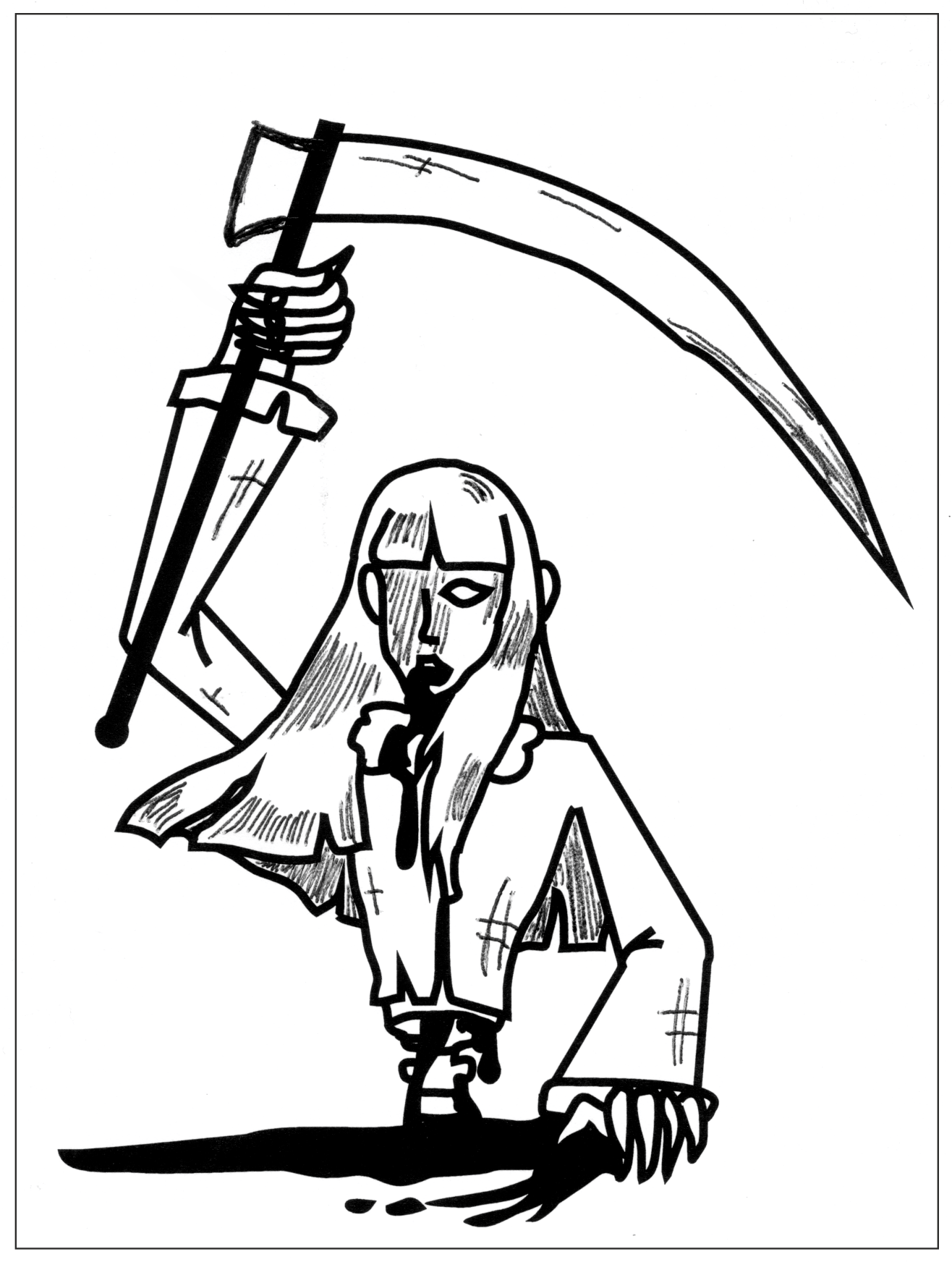
Représentation artistique de Teke Teke.

Elle peut poser des questions comme : Où sont mes jambes ?
Après : Qui te l'a dit ?
Et puis : Quel est mon nom ?
Puis lui coupe les jambes.
On peut se débarrasser d'elle en lui disant que ses jambes sont à l'autoroute Menshin, que Kashima Reiko nous l'a dit et que son nom est Kamen Shinin ma.
« masque démon mort » qui serait la racine du mot Kashima Reiko. Elle serait aussi attirée par la couleur rouge.

## Variations
Une version de l'histoire concerne une jeune femme connue sous le nom de Kashima Reiko (qui est un diminutif, son vrai nom est « Kamen Shinin Ma Reiko »), qui serait décédée lorsque ses jambes ont été sectionnées par un train,. Selon la légende, son esprit sans jambes hante les toilettes et demande aux occupants s'ils savent où se trouvent ses jambes. Si elle reçoit une réponse qu'elle ne juge pas « acceptable », elle les déchirera ou leur coupera les jambes. Les personnes concernées peuvent survivre à la rencontre en répondant que ses jambes sont sur l'autoroute 303,, ou en répondant par la phrase "je veux te tuer" (son nom) .

## Voir également
- Hanako-san, une légende urbaine japonaise sur l'esprit d'une jeune fille qui hante les toilettes scolaires
- Kuchisake-onna (« femme à la bouche fendue »), une légende urbaine japonaise sur une femme défigurée
- Sadako Yamamura, un personnage de fiction issu du roman Ring
- Teketeke (film), un film de 2009 basé sur Teke Teke

### Sources
- (en) de Vos Gail, What Happens Next? : Contemporary Urban Legends and Popular Culture [« Qu'est-ce qui se passe ensuite? Légendes urbaines contemporaines et culture populaire »], Bibliothèques illimitées, 2012, 242 p. (ISBN 978-1-59884-633-1)
- (en) Institut des lecteurs de salle de bain, Uncle John's OLD FAITHFUL 30th Anniversary Bathroom Reader (Uncle John's Bathroom Reader Annual) [« Lecteur de salle de bain OLD FAITHFUL 30th Anniversary d'Oncle John's (Annual Reader Reader de Oncle John's) »], Portable Press, 2017, 512 p. (ISBN 978-1-68412-086-4)
- (en) Murguía Salvador Jimenez, The Encyclopedia of Japanese Horror Films (National Cinemas) [« Encyclopédie des films d'horreur japonais (Cinémas nationaux) »], Rowman & Littlefield, 2012 (ISBN 978-1-4422-6166-2)